# 李廓
李廓（？—851年），陇西成纪（今甘肃秦安）人。
宰相李程之子。元和十三年（818年），獨孤樟榜進士及第，授司经局正字。任鄠縣縣令。大和三年，以监察御史为剑南西川節度從事。大中二年（848年），官武寧軍節度使，但不能治軍。補闕鄭魯奏稱：“新麦未登，徐必乱”。次年廓果然因軍亂被逐。後官颍州刺史。累官刑部侍郎。後任夏綏節度使。工於诗，与姚合、贾岛友善。《全唐詩》存其詩十八首。